# Loïc Chetout
Loïc Chetout, né le 23 septembre 1992 à Chambéry, est un coureur cycliste français, professionnel entre 2015 et 2019.

## Biographie

### Carrière amateur
Né à Chambéry le 23 septembre 1992,, Loïc Chetout grandit à Bayonne. Il y pratique la course à pied durant son enfance, mais doit arrêter cette activité à cause de problèmes au genou. Il fait alors ses débuts en cyclisme et prend sa première licence en catégorie minime à l'Aviron bayonnais,,.
À dix-huit ans, il rejoint la formation espagnole Naturgas Energía, réserve de l'équipe professionnelle Euskaltel-Euskadi. Titulaire d'un baccalauréat professionnel en commerce, il arrête ses études l'année suivante pour se consacrer au vélo. Après un stage dans l'équipe continentale Euskadi, Loïc Chetout revient en France à la fin de la saison 2013 et s'engage en faveur du GSC Blagnac Vélo Sport 31.
En février 2014, il s'impose sur la Ronde du Pays basque et termine 2e des Boucles catalanes, de la Route de l'Atlantique, du Trophée de l'Essor et 3e du Tour de Basse-Navarre, toutes des épreuves de l'Essor basque, dont il remporte le classement général. Ces belles performances de début de saison lui valent d'être comparé à Nicolas Portal et Romain Sicard. Le mois suivant, il s'impose sur le Grand Prix d'ouverture Pierre Pinel à Montastruc et se classe deuxième du Souvenir Louison-Bobet. Au mois d’avril, il est sélectionné en équipe de France espoirs pour participer au ZLM Tour et à la Côte picarde, deux courses dont il prend la 10e place. En mai, il remporte une étape puis le classement général du Tour de la Bidassoa. Au cours de ce même printemps, il gagne une étape de la Ronde de l'Isard et devient champion régional de Midi-Pyrénées, devant son coéquipier Julien Loubet.

### Carrière professionnelle
Ses bonnes prestations avec son club et en équipe de France lui permettent d'attirer l'attention des dirigeants de la formation Cofidis qui l'engagent comme stagiaire au deuxième semestre puis lui proposent un contrat professionnel de deux ans.
Au premier semestre de l'année 2016, il se classe deuxième de la Classic Loire-Atlantique derrière son coéquipier Anthony Turgis et permet à l'équipe continentale professionnelle Cofidis de réaliser un doublé sur cette course. Lors du Tour de Belgique, il vient au secours de Stig Broeckx, tombé dans le coma après une lourde chute, en restant auprès du Belge au moment de l'accident pour maintenir sa tête stable,. En 2016 et 2018, il participe au Tour d'Espagne et le termine.
Fin 2019, il n'est pas conservé par Cofidis et ne trouvant pas de  contrat pour la saison suivante, il décide de mettre un terme à sa carrière à 27 ans.

### Après carrière
En 2020, il devient présentateur pour la chaîne YouTube GCN (en) en français, aux côtés de Florian Chabbal.
En 2023, il quitte GCN et devient directeur artistique de la marque Freeman T. Porter.

## Palmarès sur route
- 2009
  - 2e du Trio normand juniors
- 2012
  - 3e de la Klasika Lemoiz
- 2013
  - Ereñoko Udala Sari Nagusia
  - Insalus Saria
  - 1re étape du Tour de la Bidassoa
  - Klasika Lemoiz
  - Andra Mari Sari Nagusia
  - 2e du Trophée Guerrita
  - 2e de la Coupe d'Espagne espoirs
  - 2e du Mémorial José María Anza
  - 3e du Mémorial Agustín Sagasti
  - 3e de la Prueba Alsasua
- 2014
  - Champion de Midi-Pyrénées
  - Essor basque :
    - Classement général
    - Ronde du Pays basque

  - Grand Prix d'ouverture Pierre Pinel
  - Tour de la Bidassoa :
    - Classement général
    - 4e étape

  - 3e étape de la Ronde de l'Isard d'Ariège
  - 2e des Boucles catalanes
  - 2e de la Route de l'Atlantique
  - 2e du Trophée de l'Essor
  - 2e du Souvenir Louison-Bobet
  - 3e du Tour de Basse-Navarre
- 2016
  - 2e de la Classic Loire-Atlantique

## Résultats sur les grands tours

### Tour d'Espagne
2 participations
- 2016 : 138e
- 2018 : 144e

## Classements mondiaux
| Année           | 2014 | 2015 | 2016 | 2017   |
| --------------- | ---- | ---- | ---- | ------ |
| UCI Europe Tour | 844e | nc   | 229e | 1 239e |